# Djibo Idrissa Ousseini
Djibo Idrissa Ousseini (* 28. Dezember 1998) ist ein nigrischer Leichtathlet, der sich auf den Sprint spezialisiert hat.

## Biografie
Djibo Idrissa Ousseini nahm im Alter von 17 Jahren an den Olympischen Spielen 2016 in Rio de Janeiro teil. Im 400-Meter-Lauf schied er in seinem Vorlauf aus und belegte im Endklassement den 49. Platz.